# Poradní shromáždění Sultanátu Omán
Poradní shromáždění (Madžlis aš-šúrá) je dolní komora Rady Ománu v Sultanátu Omán. Její sídlo se nachází v Maskatu. Členové tohoto shromáždění, jimiž mohou být rovněž i ženy, jsou voleni občany podle definovaných pravidel. Shromáždění se sestavuje ze zvolených představitelů jednotlivých provincií (vilájety). Vilájety s více než 30 000 obyvateli volí dva své zástupce. Ostatní vilájety, které nepřekročily tuto hranici, volí po jednom zástupci. Shromáždění se obvykle koná čtyřikrát do roka, a to v lednu, březnu, květnu a říjnu. V případě nouze může mluvčí svolat naléhavou schůzi. Poradní shromáždění, neboli Madžlis aš-šúrá, disponuje několika pravomocemi v sociální a rozvojové oblasti. Poradní shromáždění má své předsednictvo, které je tvořeno mluvčím shromáždění, dvěma náměstky a šesti běžnými členy. Vykonává řadu úkolů, včetně určování data zasedání, vyřizování dopisů od občanů a dohlížení na aktivitu členů shromáždění v době, kdy se nekoná žádná schůze. Člen Poradního shromáždění nesmí být členem ani Státní rady, ani jiné veřejné rady.
Kandidáti do Poradního shromáždění musí splňovat následující požadavky: mít ománské občanství; být starší 30 let; mít dobrou pověst v provincii, kde kandidují; nemít záznam v trestním rejstříku; mít vhodné pracovní zkušenosti a nebýt odsouzení za porušení cti. V případě, že se dopustili porušení cti, musí uplynout jistá doba od takovéto události.

## Předsedové
Seznam předsedů (mluvčích) Poradního shromáždění:
| Jméno předsedy                | Nástup do funkce | Odchod z funkce |
| ----------------------------- | ---------------- | --------------- |
| Hamoud bin Abduláh al-Harithi | ?                | ?               |
| Abduláh bin Ali al-Katabi     | 1991             | 9. září 2007    |
| Ahmad al-Isaí                 | 9. září 2007     | současnost      |